# Conán mac Morna
Conán mac Morna, também conhecido como Conán Maol ("o calvo"), é um membro da fianna e um aliado de Fionn mac Cumhaill no Ciclo Feniano da mitologia irlandesa. É frequentemente retratado como criador de problemas e uma figura cômica, gorda, gananciosa e vangloriosa, embora seja leal à Fionn e nunca corra de uma luta.